# إدواردو باتشيكو (لاعب كرة قدم)
إدواردو باتشيكو هو لاعب كرة قدم ولاعب كرة سلة فلبيني، ولد في 4 يناير 1936 في مانيلا في الفلبين، وتوفي في 9 ديسمبر 2009 في كيزون في الفلبين. شارك مع منتخب الفلبين لكرة القدم.

## وصلات خارجية
- إدي باتشيكو على موقع الاتحاد الدولي لكرة السلة (الإنجليزية)
- إدي باتشيكو على موقع سبورتس رفرنس (الإنجليزية)
- إدي باتشيكو على موقع أوليمبيديا (الإنجليزية)